# Sima Qian
Sima Qian, Ssu-ma chi'ien ou 司馬遷 (145 a.C. — 90 ou 85 a.C.) foi um astrônomo, matemático e historiador chinês da dinastia Han do Oeste, considerado o primeiro grande historiador chinês. Sendo filho de historiadores, Sima Qian fez inúmeras viagens com seus pais e acabou conhecendo diferentes lugares, realizando um esforço de interpretação do que via. Quando adulto foi promovido a  funcionário da corte chinesa, escrevendo sua principal obra, o Shiji.

## Primeiros anos e educação
Sima Qian nasceu e cresceu em Longmen, presente da atual Hancheng, província de Shaanxi, na República Popular da China. Foi criado em uma família de astrólogos. Seu pai, Sima Tan, serviu como prefeito dos Grandes Escribas do imperador Wu de Han (imperador "Han Wudi"). Suas responsabilidades principais eram a gestão da biblioteca imperial e a manutenção ou reforma do calendário. Devido ao treinamento intensivo dado por seu pai, por volta dos dez anos de idade Sima Qian já era bem versado nos escritos antigos. Foi o aluno dos famosos confucionistas Kong Anguo (孔安國 ou 孔安国) e Dong Zhongshu. Na idade de vinte anos, com o apoio de seu pai, Sima Qian iniciou uma viagem por todo o país, coletando em primeira-mão úteis registros históricos para sua principal obra, Shiji. O objetivo da viagem foi o de verificar os rumores e lendas antigas e visitar monumentos antigos, incluindo os túmulos dos famosos reis sábios antigos Yu e Shun. Dentre os lugares que ele visitou incluem-se Shandong, Yunnan, Hebei, Zhejiang, Jiangsu, Jiangxi e Hunan.
Depois de suas viagens, ele foi escolhido para ser um assistente do palácio governamental, sendo que suas funções eram inspecionar diferentes partes do país com o Imperador Han Wudi. Em 110 a. C., na idade de trinta e cinco anos, Sima Qian foi enviado para o oeste em uma expedição militar contra algumas tribos "bárbaras". Naquele ano, seu pai adoeceu e não pôde comparecer ao Sacrifício Imperial Feng. Suspeitando que seu dias estavam chegando ao fim, chamou seu filho de volta para concluir o trabalho histórico que ele tinha começado. Sima Tan queria seguir Os Anais de Primavera e Outono, a primeira crônica histórica da literatura chinesa. Aproveitando a inspiração do pai, Sima Qian começou a compilar o Shiji em 109 a. C. Em 105 a. C., Sima foi escolhido como um dos eruditos para a reforma do calendário. Como um alto funcionário imperial, Sima também tinha como função dar conselhos ao imperador sobre assuntos gerais do Estado.

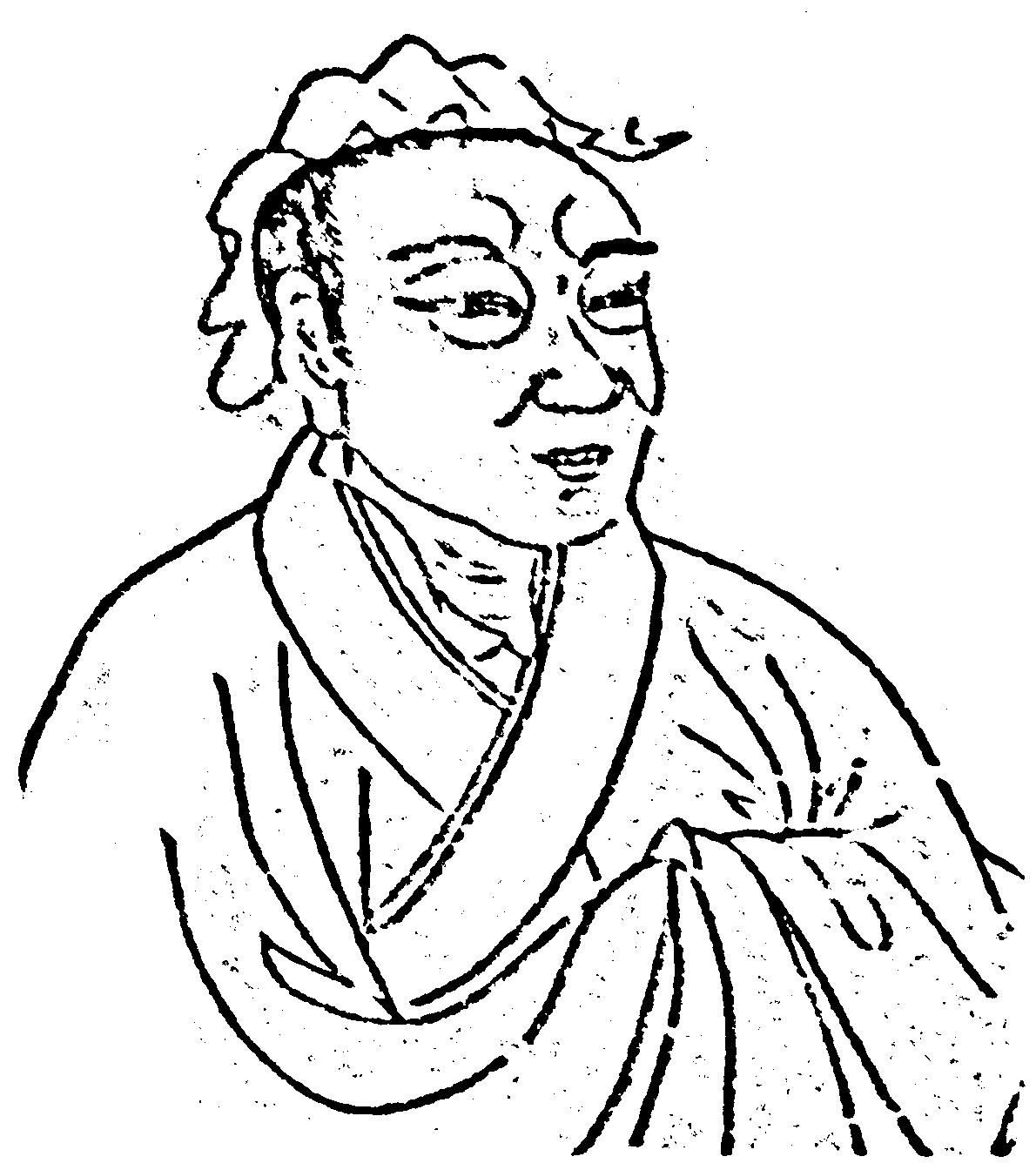
Representação of Sima Qian

Em 99 a. C. Sima Qian se envolveu na Questão Li Ling: Li Ling e Li Guangli (李广利), dois militares que lideraram uma campanha contra o Xiongnu no norte, foram derrotados e levados cativos. O imperador Han Wudi atribuiu a derrota a Li Ling e todos os funcionários do governo condenaram Li Ling pela derrota. Sima foi a única pessoa a defender o general Li Ling, que nunca tinha sido seu amigo, mas a quem ele respeitava. O imperador Han Wudi interpretou a defesa de Li Ling por Sima como um ataque a seu cunhado, que também lutou contra a Xiongnu sem muito sucesso, e condenou Sima à morte. Naquele tempo, a execução poderia ser comutada ou por dinheiro ou por castração. Visto que Sima não possuía dinheiro suficiente para expiar seu "crime", ele escolheu a segunda alternativa e foi então levado preso, onde passou três anos. Sima descreveu a dor assim: "Quando você vê o carcereiro você abjetamente toca o chão com sua testa. A mera visão de seus subordinados gera apreensão com terror … Tal ignomínia nunca pode ser apagada".
Em 96 a.C., ao ser libertado da prisão, Sima escolheu viver como um eunuco palaciano, de modo a completar suas histórias, ao invés de cometer suicídio como era esperado de um cavalheiro erudito. Como Sima Qian explicou:
| “ | As perdas que ele [Li Ling] tinha anteriormente infligido ao inimigo eram tais que sua fama encheu o império! Depois de sua desgraça, eu fui condenado por dar minha opinião. Eu exaltava seus méritos, esperando que o imperador tivesse uma visão mais ampla, mas … no final foi decidido que eu era culpado de tentar enganar o imperador … Eu não tinha meios para pagar uma multa no lugar do meu castigo e os meus colegas e companheiros não falavam uma palavra a meu favor. Se eu tivesse escolhido o suicídio, ninguém teria me creditado por morrer por um princípio. Ao contrário, teriam pensado que a gravidade da minha ofensa não me permitiu outra saída. Era minha obrigação para com meu pai terminar o seu trabalho histórico que me fez ser submetido à faca … Se tivesse feito de outra maneira, como é que eu poderia até mesmo encarar o túmulo de meus pais? … Não há profanação tão grande como a castração. Aquele que sofreu o castigo em lugar algum é contado como um homem. Isto não é apenas uma atitude moderna, mas sempre foi assim. Mesmo um sujeito comum é ofendido quando tem que fazer negócios com um eunuco - quanto mais, então, um cavalheiro! Não seria um insulto para a corte e aos meus ex-colegas se agora eu, um criado que varre o chão, um mutilado desgraçado, devesse levantar a cabeça e esticar minhas sobrancelhas para discutir o certo e o errado? Estou apto agora para somente cuidar dos aposentos das mulheres do palácio. Posso esperar por uma desculpa somente após a minha morte, quando a minha história se tornar conhecida ao mundo". | ” |

## Historiador

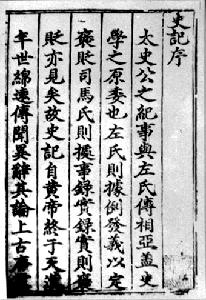
A primeira página do Shiji

Embora o estilo e forma dos escritos históricos chineses tenham variado ao longo dos tempos, o Shiji definiu a qualidade e o estilo a partir de então. Antes de Sima, as histórias eram escritas como certos eventos ou certos períodos da história dos Estados; sua ideia de fazer uma história geral influenciou historiadores posteriores como Zheng Qiao (鄭樵) ao escrever Tongshi (通史) e Sima Guang (司馬光) quando escreveu Zizhi Tongjian (資治通鑑). A forma histórica chinesa de dinastia histórica, ou história das dinastias Jizhuanti, foi codificada na segunda história dinástica pela História de Han (漢書) de Ban Gu (班固), mas os historiadores consideram a obra de Sima como seu modelo, que se destaca como o "formato oficial" da história da China.
Ao escrever o Shiji, Sima deu início a um novo estilo de escrita, apresentando a história em uma série de biografias. Seu trabalho se estende por 130 capítulos — não na sequência histórica, mas foi dividida em assuntos específicos, incluindo anais, crônicas, tratados — em música, cerimônias, calendários, religião, economia e longas biografias. A influência de Sima no estilo de escrita de histórias em outros lugares também é evidente, como por exemplo A História da Coreia.

## Figura literária
O Shiji de Sima é respeitado como um modelo de literatura biográfica com alto valor literário e ainda permanece como um "manual" para o estudo de todo o mundo chinês clássico. Os escritos de Sima foram influentes para a escrita chinesa e tornam-se um modelo para vários tipos de prosa dentro do movimento neo-clássico ( "renascimento" 復古) do período Tang-Song (唐宋). A grande utilização de caracterização e conluios também influenciou a escrita de ficção, incluindo as histórias curtas clássicas do período medieval médio e final (Dinastia Tang-Ming), assim como o romance coloquial do final do período imperial.
A influência é derivada de elementos-chave de sua escrita:
Descrição habilidosa
Sima retratou muitos assuntos distintos com base em informação histórica verdadeira. Ilustrava a resposta do sujeito colocando-o em um forte contraste ou justaposição e então deixava suas palavras e atos falarem por ele. O uso de conversações em sua escrita também faz as descrições mais vibrantes e realistas.
Abordagem inovadora
A nova abordagem de Sima na escrita envolvia o uso de uma linguagem informal, bem-humorada e cheia de variações. Esta foi uma forma inovadora de escrever naquela época e, portanto, que sempre foi estimada como a maior conquista da escrita chinesa clássica; mesmo Lu Xun (魯迅) considerou o Shiji como "o trabalho original de todos os historiadores, as canções de Qu Yuan sem rima."
(史家之絕唱，無韻之離騷) em seu Hanwenxueshi Gangyao (《漢文學史綱要》).
Linguagem concisa
O estilo era simples, conciso, fluente e fácil de ler. Sima fez suas observações ao relatar os acontecimentos históricos. Ao escrever as biografias no Shiji, evitou fazer descrições gerais e, em vez disso tentou pegar a essência dos acontecimentos. Ele iria retratar os assuntos de forma concreta, dando aos leitores vívidas imagens com forte apelo artístico.